# Wilhelmstraße 7 (Heilbronn)

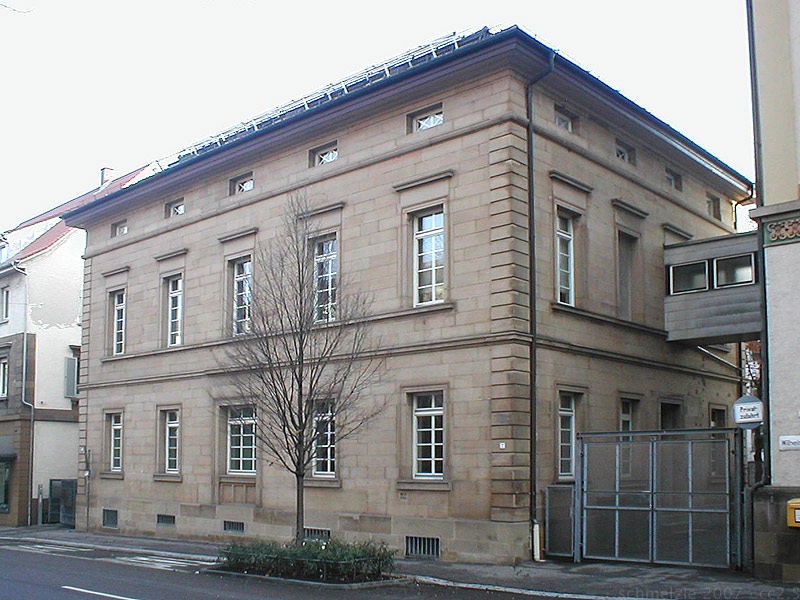
Haus Wilhelmstr. 7

Das Haus Wilhelmstraße 7 in Heilbronn ist ein denkmalgeschütztes Gebäude.

## Geschichte
Das Haus wurde 1842 unter Adolf Goppelt erbaut. 1861 wurde es von Adolf Otto erworben und 1892 an Max Rosengart verkauft. Seit 1937 gehört das Haus der Stadt Heilbronn. 1950 befanden sich darin Büros des Sozialamts, der Kriegsfürsorge und des Steueramts. 1961 war nur noch das Sozialamt darin untergebracht. Heute ist das Gebäude Teil des Technischen Rathauses.

## Beschreibung
Das nach Entwürfen von Louis de Millas erbaute Haus hat auf der Rückseite des Hauses einen Treppenhausanbau aus dem Jahre 1870. Louis de Millas entwarf auch die zum Haus gehörenden Hofgebäude wie die ehemalige Waschküche und die Holzlege. Das Zierfachwerk und die Erker der Hofgebäude stammen von 1889. 